# Тяско Василь Васильович
Васи́ль Васи́льович Тяско — сержант Збройних сил України.
У часі війни — солдат, артилерист, 17 ОТБР. Визволяв Слов'янськ (бої за комбікормовий завод), Попасну, Бахмут. Підрозділ прикривав відхід українських сил із Дебальцевого. Станом на березень 2016-го — сержант, першокурсник Національної академії сухопутних військ імені гетьмана Петра Сагайдачного.

## Нагороди
За особисту мужність, сумлінне та бездоганне служіння Українському народові, зразкове виконання військового обов'язку відзначений — нагороджений
- орденом «За мужність» III ступеня (3.11.2015)|.